# Журоминский повет
Журоминский повет (пол. Powiat żuromiński) — повет (район) в Польше, входит как административная единица в Мазовецкое воеводство. Центр повета — город Журомин. Занимает площадь 805,01 км². Население — 40 014 человек (на 2013 год).

## Административное деление
- города: Бежунь, Журомин
- городско-сельские гмины: Гмина Бежунь, Гмина Журомин
- сельские гмины: Гмина Кучборк-Осада, Гмина Любовидз, Гмина Лютоцин, Гмина Семёнтково

## Демография
Население повета дано на 2013 год.
| Перепись            | Всего | Мужчины | Женщины |
| ------------------- | ----- | ------- | ------- |
| Всего               | 40014 | 19760   | 20254   |
| Городское население | 10933 | 5279    | 5654    |
| Сельское население  | 29081 | 14481   | 14600   |